# Agustín Penón
Agustín Penón Ferrer, né en 1920 à Barcelone et mort en 1976 à San José (Costa Rica), est un écrivain et essayiste hispano-américain, connu pour ses recherches pionnières sur l'assassinat de Federico García Lorca par les milices franquistes en 1936.

## Biographie
Il est le cadet de sa famille. Son père est un fabricant de meubles barcelonais et sa mère la descendante d'immigrants catalans au Costa Rica, sœur du futur président du pays, José Figueres Ferrer. Il grandit dans le quartier d'Horta, à Barcelone. 
À la suite de l'installation de la dictature franquiste après la fin de la guerre d'Espagne (1939), la famille doit s'exiler aux États-Unis dès 1941.
Il s'engage dans l'armée américaine en 1945, puis travaille à New York comme traducteur. Il fait la connaissance du directeur de théâtre William Layton et collabore avec succès avec lui, notamment dans la mise en scène d'El caso de la mujer asesinadita, de Miguel Mihura.

## Retour en Espagne
Le 17 février 1955, il revient en Espagne avec l'intention d'effectuer des recherches sur la disparition de Federico García Lorca, assassiné dix-neuf ans auparavant. Gerald Brenan et Claude Couffon l'avaient précédé dans cette entreprise. 
Il s'installe à Grenade et se lie d'amitié avec Emilia Llanos, Miguel Cerón, José Martín Recuerda et d'autres proches du poète, ainsi que les membres de la famille de Luis Rosales. 
Lors de ses recherches, il s'entretient avec des personnages-clés, tels Angelina, l'employée de la famille García Lorca, Manuel Castilla Blanco dit « Le Communiste », qui aurait enterré la dépouille, ou encore Ramón Ruiz Alonso, l'un des instigateurs de l'assassinat. Il pense également avoir trouvé le lieu de l'enfouissement du corps.

## Retour à New York
Fin septembre 1956, il revient à New York, avec en sa possession une quantité inestimable de matériel et d'informations, et a l'intention d'en écrire un livre. Il continue à maintenir une correspondance régulière avec les personnes qu'il a connu à Grenade, comme Emilia Llanos. Cependant, tourmenté par la mémoire du poète, il tombe dans une grave dépression qui l'oblige à abandonner son projet de livre.  
Il décidé d'envoyer tout le matériel dans une valise qui restera célèbre, la "valise de Penón", à William Layton resté en Espagne. 
Il meurt quelques jours après, le 1er février 1976, à San José.

## La valise de Penón
Le contenu de la valise a été étudié par Ian Gibson, à la suite d'un accord avec William Layton, dont le résultat est l'ouvrage Diario de una búsqueda lorquiana (1955-1956) publié par Plaza & Janés en 1990, grâce au travail de Marta Osorio, amie de Layton et de Penón. L'ouvrage sera réédité l'année 2000, sous le titre Miedo, olvido y fantasía. Crónica de la investigación sobre Agustín Penón (1955-1956). 
La valise de Penón se trouve actuellement à Grenade.

## Œuvre
- Diario de una búsqueda lorquiana (1955-1956). (1990). Plaza & Janés. Edition de Ian Gibson.
- Miedo, olvido y fantasía. Crónica de la investigación sobre Agustín Penón (1955-1956) (2000), Editorial Comares. Edition de Marta Osorio.
- El enigma de una muerte: Crónica comentada de la correspondencia entre Agustín Penón y Emilia Llanos (2015), Editorial Comares, colección La vela. Edition de Marta Osorio.
- La araña del olvido (2016), guion y dibujos de Enrique Bonet, Astiberri.

## Filmographie
- 2009 : La maleta de Penón, documentaire, TVE
- El crimen fue en Granada. Informe Semanal. Isabel Martínez Reverte y Manuel Guerra.